# Аматерасу
Аматера́су (яп. 天照, あまてらす, «та, що осяює Небо») — синтоїстська богиня сонця, пращурка імператорського роду Японії. Згадується в «Записах про справи давнини» й «Анналах Японії». Втілена в священному дзеркалі Ята, одному з трьох божественних скарбів Імператора Японії. Головне божество Святилища Ісе в префектурі Міє. Дарує богам і людям тепло та світло. Часто протиставляється брату-розбишаці Сусаноо.
Головне місце вшанування Аматерасу — Святилище Ісе, розташоване у префектурі Міє. Це місце є центральним святилищем імператорської родини Японії. У ньому поклоняються дзеркалу Ята, образу богині сонця, яке є однією з імператорських регалій. Святилище перебудовують наново кожні 20 років.
Аматерасу приписується винайдення землеробства (рису і пшениці) та ткацтва (льон і шовк). Її згадують в усій країні процесіями на 17 липня. 21 грудня святкують вихід Аматерасу з гроту.
До кінця Другої світової війни (1945) імператори Японії виводили від Аматерасу свій родовід.

## Імена
- Аматера́су Ōкамі[3] — «Велика богиня, що осяює Небо», «Велика богиня Аматерасу».
- Аматера́су Ōмікамі[4] — «Велика шанована богиня, що осяює Небо».
- Аматерасу Ōхіруме но мікото — «Господарка, велика пані сонця, що осяює Небо».
- Ōхіруме но мікото[5] — «Велика господарка, панна Сонця».
- Ōхіруме но мучі[6] — «Велика пані-господарка Сонця».

## Міфи

### Народження

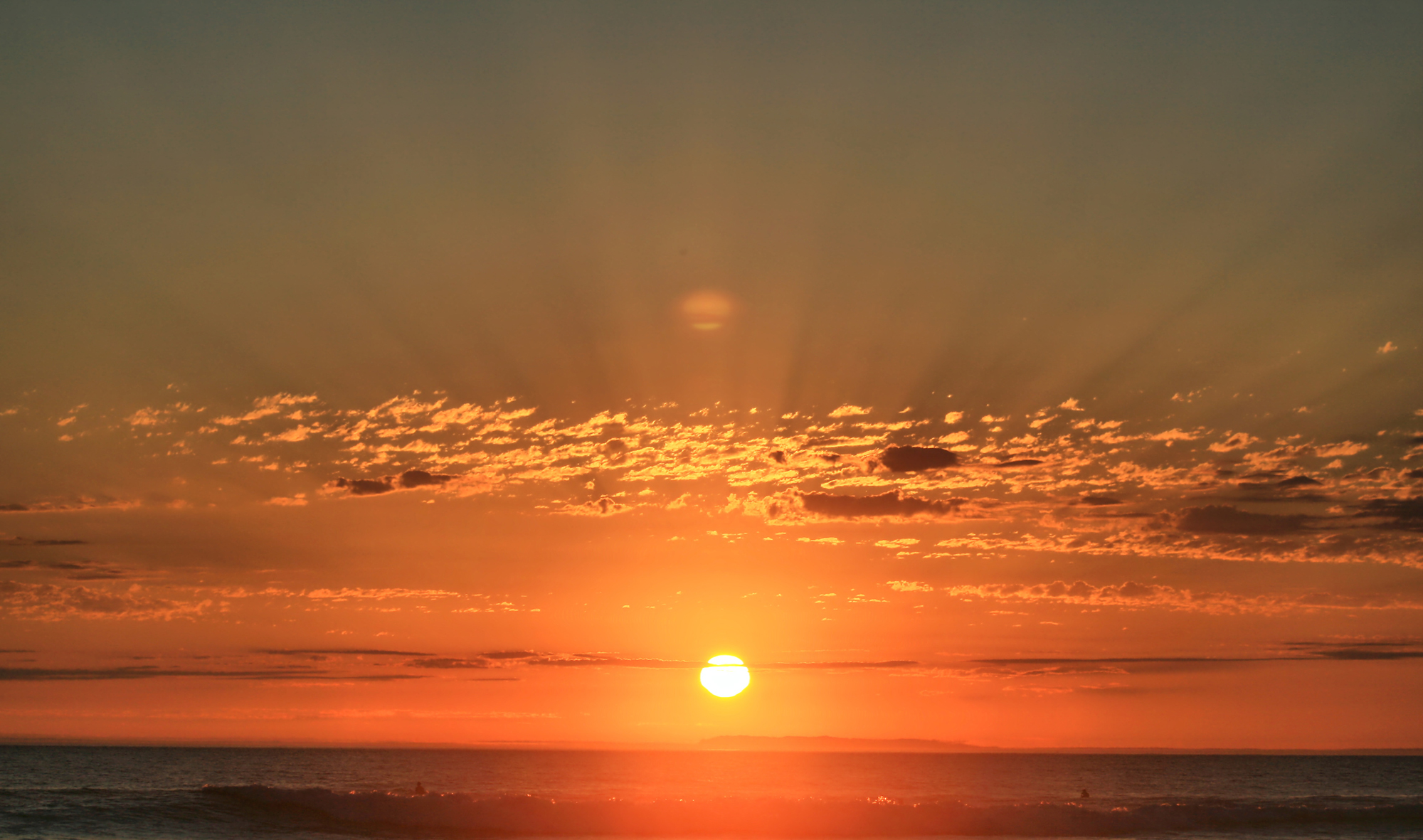
…І ось разом породили вони богиню Сонця…Ця дитина випромінювала яскраве світло й осяювала усі шість напрямків.

Перший сувій «Анналів Японії» дає декілька версій народження Аматерасу. Перша з них розповідає, що богиня з'явилася у подружжя синтоїстських деміургів — бога Ідзанаґі та богині Ідзанамі. Новонароджена дівчинка була богинею Сонця й осяювала собою весь світ. За це батьки відправили її на Небо керувати тамтешніми справами:
Друга версія стверджує, що Аматерасу народилася з білого мідного дзеркала за волею Ідзанаґі, без участі його дружини Ідзанамі. Новонароджена була покликана керувати Всесвітом:
Третя версія оповідає, що Аматерасу постала з лівого ока бога Ідзанаґі. Він врятувався зі світу Підземелля і здійснював ритуали очищення в річці провінції Хюґа на острові Кюсю. Під час очищення народилося багато божеств. Коли Ідзанаґі вмивав обличчя, на світ з'явилися Аматерасу та її два брати — бог місяця Цукуйомі та бог землі Сусаноо. Батько делегував доньці право керувати Такамаґарою — Рівниною Високого Неба, де мешкали боги Небес:

### Просвітниця

Аматерасу роздає рисові колоски правителям Небесних селищ

«Аннали Японії» подають декілька оригінальних переказів про Аматерасу, після того як батько передав їй керівництво Рівниною Високого Неба.
Перший переказ розповідає, як богиня Сонця посварилася зі своїм молодшим братом, богом місяця Цукуйомі, через вбивство богині їжі Укемоті. Ця сварка служить поясненням чому Сонце і Місяць світять в різний час доби. Другий переказ описує Аматерасу як героїню-просвітницю людей і богів, яка дає їм п'ять злаків, навчає їх землеробству, поливному рисівництву та шовківництву:

### Сварка з Сусаноо
Одні з центральних міфів про Аматерасу розповідають про сварку із Сусаноо. Її причиною були бажання брата наново перерозподілити владу на Небі і Землі. Оскільки Аматерасу відмовилась від зазіхань Сусаноо, він почав бешкетувати, вбиваючи живі істоти, підвладні богині Сонця. Вершиною його нахабства стало випорожнення живота у покоях Аматерасу. Розгнівана і ображена сестра втекла до Небесного гроту і зачинилась там. Без Аматерасу світ поглинула темрява. За нахабну поведінку Сусаноо боги вигнали його на Землю.
Небесні камі ніяк не могли витягнути Аматерасу з гроту, аж поки богиня Ама но Удзуме не вигадала спосіб, як це зробити. Вона розвісила дзеркала на сусідньому дереві і розпочала еротичні танці. Божества так гучно веселилися, що Аматерасу стало цікаво і вона виглянула зі схованки. Її відображення у дзеркалах освітило околиці, так що боги змогли побачити її, витягнути з гроту та повернути на належне для богині Сонця місце.

## Цікаві факти
В листопаді 2023 року, на честь богині-сонця Аматерасу назвали рідкісну частинку надзвичайно високої енергії з космічних променів, що дісталася Землі.